# Bruno Deserti
Bruno Deserti (ur. 19 lutego 1942 roku, zm. 25 maja 1965 roku) – włoski kierowca wyścigowy.

## Kariera
Deserti rozpoczął karierę w międzynarodowych wyścigach samochodowych w 1963 roku od startów we Włoskiej Formule Junior, gdzie zdobył tytuł wicemistrzowski. W późniejszych latach Włoch pojawiał się także w stawce Włoskiej Formuły 3, Francuskiej Formuły 3, 24-godzinnego wyścigu Le Mans oraz Mistrzostw Świata Samochodów Sportowych.